# Juan Pablo Díaz
Juan Pablo Díaz es un actor, músico, compositor y locutor boricua, nacido en Santurce. Incursiona en el campo de las artes desde muy joven. 

## Perfil General
Posee un bachillerato en Humanidades con concentración en Estudios Interdisciplinarios de la Universidad de Puerto Rico, recinto de Río Piedras. En dicha institución, fue miembro del Teatro Rodante de la mano de Dean Zayas y Rosa Luisa Márquez. Durante este tiempo, tuvo la oportunidad de encarnar roles en piezas teatrales escritas por William Shakespeare, Tirso de Molina, Valle Inclán, Charles Dickens, entre otros. Desde el año 2006, Juan Pablo forma parte del colectivo Teatro Breve, donde actualmente se presenta semanalmente. 
Como músico, hizo su debut como solista en el 2013 con su primer proyecto discográfico titulado "Díaz". Su primer sencillo "Las calles de mi ciudad" llegó a alcanzar el puesto #2 en las listas de popularidad de las emisoras tropicales de Puerto Rico. Con su segunda producción "Fase Dos", logró la nominación al Latin Grammy como Mejor Álbum de salsa.
Como locutor actualmente se desempeña como la voz oficial en Puerto Rico de varias firmas comerciales.

## Biografía

### Inicios profesionales
Nació en 1983 en Santurce, Puerto Rico. Hijo de los artistas Rafael José y Magali Carrasquillo, Juan Pablo lleva desde muy joven ligado a las artes. Su incursión en el mundo musical comienza desde muy joven, al entrar al coro del Colegio Nuestra Señora de Belén en tercer grado, de la mano del profesor Ricardo Oquendo. Permaneció en dicho coro hasta graduarse de escuela superior en el 2001. 
Comienza a estudiar la guitarra por cuenta propia a los 13 años. Luego, de la misma forma autodidacta aprende a tocar varios instrumentos, como el piano, el bajo y percusión. Como actor se estrena en el 1997 en la pieza “Más allá de ti”, de Roberto Ramos-Perea. Más adelante, en el 2000, participa en “Amor en el caserío…el musical” de Carlos Ferrari , donde se le otorga el premio de Mejor Actor Novel del desaparecido Círculo de Críticos de Teatro de Puerto Rico.

## Carrera musical
La carrera musical de Díaz inicia en el 2004, cuando fue invitado a hacer coros en la orquesta La PVC. Eventualmente, formó parte de la agrupación como uno de los vocalistas principales. Juan Pablo perteneció a la orquesta hasta el año 2013. En el 2008, la orquesta viaja a tocar al prestigioso Festival de Cannes en Francia. 
Juan Pablo también fue vocalista del Grupo Antrax, un proyecto salsero organizado por varios miembros del grupo de reggae Cultura Profética. A su vez, fue corista de la banda del cantante Jerry Medina. 

En el 2013 lanza al mercado su primera producción, titulada “Díaz”. Dicha producción le tomó 6 años en completar, y le abrió muchas puertas en el panorama musical salsero. “Las calles de mi ciudad”, “Día tras día” y “A pie” fueron los temas más sonados del disco. "Las calles de mi ciudad" llegó a alcanzar el puesto #2 en las listas de popularidad de las emisoras tropicales de Puerto Rico, y fue escogida como una de "Las 20 del 13" otorgado por diseñadoenpuertorico.com. Al mismo tiempo, el disco fue nombrado como una de las mejores 20 producciones del 2013 catalogadas por la Fundación Nacional para la Cultura Popular de Puerto Rico, siendo considerado como "la revelación discográfica del año". Ese mismo año, Díaz escribió “Soy Puerto Rico” para la Puerto Rico All Stars, logrando éxitos locales e internacionales.
En 2014 fue invitado por Gilberto Santa Rosa para que fuera telonero de sus espectáculos en Uruguay, Argentina, Chile y Bolivia. Más adelante, le compuso a Victor Manuelle el tema “Isabela”, destacado en su producción “Que suenen los tambores”. Andy Montañez, La Sonora Ponceña, Pedro Brull y Manolito Rodríguez tienen temas de su autoría próximos a salir al mercado. Tuvo la oportunidad de colaborar junto al cantante cubano Issac Delgado en la producción “Cuba y Puerto Rico son…”, especial navideño anual del Banco Popular de Puerto Rico.
En noviembre de 2016, lanza su segunda producción discográfica, "Fase dos". Con ella, logró la nominación al Latin Grammy en la categoría de Mejor Álbum de Salsa en el año 2017. 

## Carrera actoral
Luego de su incursión en el teatro en las obras “Más allá de ti” y “Amor en el caserío…el musical”, Juan Pablo es invitado a formar parte del elenco de “Puerto Rico…Fua!” en el 2002. Cabe destacar que en el montaje de esa misma obra en el 1978 fue donde sus padres se conocieron por primera vez. 
En el 2003 es seleccionado para formar parte del Teatro Rodante Universitario de la Universidad de Puerto Rico recinto de Río Piedras, dirigido por Rosa Luisa Márquez. En su primera intervención como actor universitario encarna al Sr. Capuleto en “Romeo(s) y Julieta(s)”, versión libre del clásico de William Shakespeare. Ese mismo año también es seleccionado para formar parte del mismo grupo, pero esta vez dirigido por Dean Zayas. Con Zayas tuvo la oportunidad de estelarizar piezas como “El castigo del penséque” de Tirso de Molina, “Divinas palabras” de Ramón María de Valle Inclán, “Canción de Navidad” de Charles Dickens, “La tempestad” de William Shakespeare, entre otros. Con dicho colectivo viajó a representar a la universidad en festivales teatrales en España, México y Estados Unidos.
En el 2006 se integra al colectivo Teatro Breve, inicialmente como técnico. Más adelante forma parte del elenco actoral, presentándose en muchas de sus obras y componiendo música original para las mismas. Durante el 2016 el colectivo celebra sus 10 años de trayectoria ininterrumpida. 
Díaz también ha tenido experiencia como presentador de televisión, primero en el 2007 en el programa “De tal palo” de WIPR-TV, junto a su padre Rafael José, y en el 2013 se integra al programa “Juntos y revueltos” de América Tevé. 
Desde los 5 años se desempeña como locutor comercial, prestando sus servicios a varias marcas y firmas comerciales dentro y fuera de Puerto Rico.